# Epiacanthus dogensis
Epiacanthus dogensis är en insektsart som beskrevs av Anufriev 1976. Epiacanthus dogensis ingår i släktet Epiacanthus och familjen dvärgstritar. Inga underarter finns listade i Catalogue of Life.